# Parque nacional de Balbalasang-Balbalan
El Parque nacional Balbalasang-Balbalan National Park (también conocido como el Parque nacional del Monte Balbalasang) es un área protegida de las Filipinas situada en el municipio de Balbalan, Kalinga de la Región Administrativa de la Cordillera. El parque cubre un área de 1.338 hectáreas, y se centra en el Monte Balbalasang en el barangay del mismo nombre, cerca de la frontera con la provincia de Abra. Apodado el "corazón verde de la Cordillera", el parque es representativo de la biodiversidad y el paisaje de esta región montañosa con algunos de los pinares más intactos y una flora rica y fauna endémica. Fue declarado parque nacional en 1972 en virtud de la Ley de la República N º 6463.